# 에베 산
에베 산 (Ebbe Sand, 1972년 7월 19일, 올보르 ~) 은 은퇴한 덴마크의 축구 선수로, 선수 시절 독일 분데스리가의 명가 FC 샬케 04에서 스트라이커로 활약한 것으로 유명하다. 그는 2001년 분데스리가 득점왕이었고, 2001년과 2002년에 연달아 FC 샬케 04가 DFB-포칼을 우승하는데 견인하였다. 그는 전 덴마크 축구 국가대표팀 일원으로, 1998년 FIFA 월드컵과 2002년 FIFA 월드컵에 출전하였으며, UEFA 유로 2000과 UEFA 유로 2004에도 출전한 적이 있다. 특히 1998년 FIFA 월드컵에서는 교체 후 최단시간 골을 기록하였다. (나이지리아전에서 교체된 후 16초에 득점) 그는 1998년 데뷔로부터 2004년에 FC 샬케 04에 더 집중하기 위해 은퇴하기까지, 국가대표 통산 66경기에 출전하여, 22골을 득점하였다. 그는 2006년 여름, 샬케와의 계약이 끝나자, 그는 덴마크로 돌아가 실케보르 IF의 수석 스카우트가 되었다. 2006년 은퇴에 따라, 그는 덴마크 축구 국가대표팀과 그의 친정 클럽팀 브뢴비 IF 간의 은퇴 경기를 치렀다.

## 바이오그래피
올보르 출신이며, 덴마크 하순에서 자라난 그는, 쌍둥이 형제 페터 산과 함께 인근의 하순 BK에서 축구를 시작하였다. 쾨벤하운으로 토목 공학을 공부하기 위해 이사한 그와 그의 형제 페터는 브뢴비 IF에 입단하였다. 3년동안 적은 수의 경기에서 공격형 미드필더로 뛰던 그는, 1995년에 1군 스쿼드에 포함되었다. 그의 형제 페터는 브뢴비 선수로 활약하지는 않았지만, 다른 몇 프로 클럽에서 활동하였다.

### 국가대표 발탁
그는 30 경기 12득점을 기록하여 브뢴비가 덴마크 리그 우승 타이틀을 획득하는데 도왔다. 1997년에 이어 1998년에도 브뢴비는 우승 타이틀을 획득했으며, 1998년은 에베 산과 브뢴비에 더 나은 해였다. 에베 산은 33경기 28골을 기록하며 덴마크 리그 득점왕에 올랐고, 클럽이 덴마크 컵마져도 획득, 더블을 기록하였다. 산은 1998년 4월 22일, 노르웨이전을 앞두고 덴마크 축구 국가대표팀에 차출되었고, 데뷔전을 치렀다. 이후 그는 1998년 FIFA 월드컵의 최종 23인 엔트리에 포함되었다.
그는 프랑스 월드컵에서 5경기 모두 출장하였으며, 나이지리아와의 16강전에서 첫골을 기록하였으며, 국가대표 정점을 찍었다. 교체 선수로 출정하여, 수비진의 맹점을 파고들었고, 미카엘 라우드루프의 패스를 받아, 타리보 웨스트를 넘어 골네트 왼쪽 코너를 강타하여 득점하였다. 그의 국가대표팀에서의 활약으로, 덴마크 올해의 선수로 뽑혔다. 1998년, 에베 산은 고환암 판정을 받았다. 그는 수술을 받은 후, 몇주만에 경기에 복귀하였다.

### 해외 이적

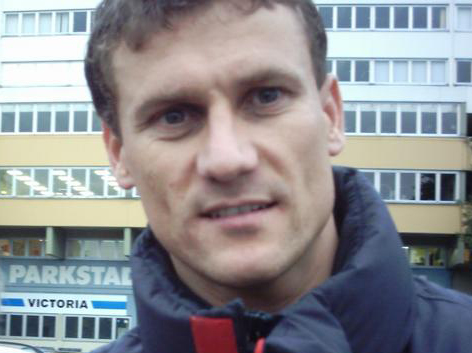
FC 샬케 04의 전 경기장 파르크슈타디온 앞의 에베 산

1998년 FIFA 월드컵 이후, 에베 산은 브뢴비에서 한 시즌 더 머물러, 19골을 득점하였다. 그는 1999년에 독일 분데스리가의 FC 샬케 04로 10M 도이치 마르크에 이적하였으며, 당시 덴마크 클럽의 최고 이적료를 기록하였다. 에메 산의 분데스리가 첫 시즌은 성공적으로, 14골을 득점하였지만, 팀은 13위로 마감하였다. UEFA 유로 2000 예선전에서 4골을 득점한 뒤, 그는 UEFA 유로 2000에서 2경기에 출장하였지만, 팀은 강호 네덜란드, 프랑스, 체코에 연달아 패하며 조기 탈락하였다.
2000-01 시즌, 에베 산은 더 많은 성공을 거두었다. 샬케는 분데스리가에서 준우승을 거두었다. FC 바이에른 뮌헨은 34라운드 경기에서 4분 인저리 타임에 극적인 결승골을 넣어, 샬케의 우승을 무산시켰다. 샬케가 UEFA 챔피언스리그 진출권을 획득하는데 그쳤지만, DFB-포칼에서 우승을 거두었다. 산트는 22골을 득점하여 세르게이 바르바레즈와 동률을 이루며 분데스리가 공동 득점왕에 오르고, 다시 덴마크 올해의 축구 선수로 선출되었다. 이때, 그는 국가대표팀의 2002년 FIFA 월드컵 예선전에 10골을 득점하며, 안드리 셰우첸코와 예선전 최다득점 동률을 이루었다. 하지만, 본선에서는 인상적인 모습을 보이지 못하며, 프랑스와의 마지막 조별 예선에서는 벤치를 지켰다. 그러나, 그는 나머지 3번의 본선 경기에 출장하였다.
그의 이어지는 해에는 FC 샬케 04에서 더 많은 성공을 거둘 수 없었다. 그는 이어지는 두 시즌간 각각 6골과 8골을 득점하였다. 국가 대표의 UEFA 유로 2004에서 그는 마지막 조별리그 경기를 부상으로 결장하였다. 대회 이후, 그는 덴마크 축구 국가대표팀 은퇴를 선언하였다. 그는 FC 샬케 04에 더 집중하며, 2006 FIFA 월드컵 본선에 진출하였을 때 복귀하기로 결정하였다. 그의 FC 샬케 04와의 마지막 1년은 고작 8골에 그쳤다. 같은 해 7월, 그는 실케보르 IF의 수석 스카우트가 되었다. 그는 그에 따라, 샬케 단장 루디 아사우어의 FC 샬케 04 감독직 제안을 거부하였다. 샬케의 마지막 시즌에서, 그는 쇠렌 라르센과 케빈 쿠라니와의 치열한 주전경쟁에도 불구하고 주장으로 선출되었다. 그는 결국 교체선수로 전락하였고 2006년 5월 13일, VfB 슈투트가르트전을 끝으로 은퇴하였다. 그는 은퇴 경기에서 교체 투입되어 득점하고, 팀의 3-2 승리를 견인하였다.

## 수상
브뢴비 IF
- 덴마크 리그: 1996, 1997, 1998
- 덴마크 컵: 1998

FC 샬케 04
- DFB 포칼: 2001, 2002

 개인 수상
- 덴마크 올해의 선수: 1998, 2001
- 덴마크 리그 득점왕: 1998
- 분데스리가 득점왕: 2001[3]